# Martin Dušek
Martin Dušek (* 17. května 1978 Česká Lípa) je český režisér dokumentárních filmů. Vystudoval televizní žurnalistiku na Fakultě sociálních věd Univerzity Karlovy a také studoval dokumentární tvorbu na FAMU. Jeho filmy Poustevna, das ist Paradies! (2007) a K oblakům vzhlížíme (2014) byly na Mezinárodním festivalu dokumentárních filmů v Jihlavě oceněny jako nejlepší české dokumentární filmy daných ročníků.
Film K oblakům vzhlížíme zvítězil v kategorii nejlepší dokument také na Cenách české filmové kritiky 2014.
Spolu s Ondřejem Provazníkem natočil hraný celovečerní film Staříci (2019), který v ročníku 2019 výročních cen Český lev získal 10 nominací, z nichž dvě (nejlepší mužský herecký výkon v hlavní roli, nejlepší mužský herecký výkon ve vedlejší roli) proměnil.

## Filmografie
- Poustevna, das ist Paradies!, 2007
- Vikingové z Brna, 2009
- Ženy SHR, 2010
- Mein kroj, 2011
- Ve znamení psa, 2012
- Parta Analog, 2013
- Rozezlení (z cyklu Český žurnál), 2013
- K oblakům vzhlížíme, 2014
- Staříci (2019)